# Steinkiste von Esperstedt
Die Ausgrabung der Steinkiste von Esperstedt auf der Gemarkung des Ortsteils Esperstedt der Gemeinde Obhausen in Sachsen-Anhalt erfolgte im Jahre 2004, im Rahmen der Trassenuntersuchung der Autobahnanbindung der Ortschaft Esperstedt an die A 38. Es konnten über hundert Bestattungen eines Gräberfeldes der mittleren bis späten Bronzezeit ausgegraben werden; hinzu kamen Steinkisten aus der späten Jungsteinzeit. Die Steinkiste ist im örtlichen Denkmalverzeichnis mit der Erfassungsnummer 428300318 als Bodendenkmal eingetragen.

## Die Kiste
Die Steinkiste zeigte keine Spuren einer Plünderung. Ihre Decke bestand aus zwei, seit Jahrtausenden nicht mehr bewegen Platten aus Muschelkalk. Die größere war 1,62 m lang und 0,78 m breit, die kleine weniger als halb so groß. Die Seiten- und Endsteine bestanden aus plattigem Material. Auf einer Seite waren es drei Platten, auf der anderen eine durchgehende Platte. Die beiden Endplatten kragten beiderseits über. Die Fugen der Süd- und Westecke der Steinkiste waren Innen mit Mörtel verschmiert. Der Mörtel bestand aus Ton, dem grob gemahlener Kalk beigemischt war. Die nur etwa vier Zentimeter dicken Wandplatten reichten etwa 30 cm unter das Bestattungsniveau. Die Kiste war mit eingesickertem Sediment gefüllt. Sie wurde komplett abgebaut und im Heimatmuseum von Schraplau wieder aufgebaut.

## Die Funde
Gefunden wurden vereinzelte Knochenfragmente und Milchzähne eines Kindes, die zu einer Nachbestattung gehören. Das Skelett der Hauptbestattung gehörte zu einem 30- bis 40-jährigen Mann. Die Südwest-Nordost-Orientierung entspricht den Regeln der Schnurkeramik in rechtsseitiger Hocklage. Schnurkeramische Frauen wurden linksseitig bestattet. In der Ost- und Westecke der Kiste wurden vollständige Keramikgefäße der Schnurkeramik (SK) gefunden. Zu Füßen des Toten lag eine zweihenkelige Amphore, neben dem Kopf befand sich ein Becher. Am Schädel zeigte sich eine grüne Verfärbung, die auf Kupferoxid zurückzuführen ist. Demzufolge trug der Tote einen kupfernen Kopfschmuck, der vollständig vergangen war.

## Kulturelle Zuweisung
Beide Gefäße sind mit Schnureindrücken ornamentiert worden – das eponyme Kennzeichen dieser archäologischen Kultur. Mit den beiden Gefäßen und einer Feuersteinklinge, die sich im Hüftbereich fand, verfügte der Mann beinahe über die „klassische Grundausstattung“ eines toten Schnurkeramikers. Ihm fehlte die Streitaxt. Aus Mitteldeutschland sind über 1000 Bestattungen der Schnurkeramiker bekannt, eine Konzentration findet sich im Mansfelder Land. Die Region, in der auch die Steinkiste von Esperstedt steht, spielt eine zentrale Rolle bei der Erforschung der Schnurkeramik.

## Datierung
Im Rahmen eines Forschungsprojektes wurden Grabkomplexe des Spätneolithikums und der Frühbronzezeit aus Mitteleuropa und Südskandinavien 14C-datiert, darunter auch 41 Anlagen aus dem „Mittelelbe-Saale-Gebiet“. Über diese Vergleichsfunde lässt sich die Steinkiste genauer datieren. Die spezielle Amphore (eine Schraplauer Strichbündelamphore) tritt seit 2600 v. Chr. in allen Phasen der Schnurkeramik in Erscheinung; sie ist ein „typologischer Durchläufer“. Eine Variante dieser Gefäßform wird von der internationalen Forschung als „Amphore vom Schraplauer Typ“ bezeichnet. Mittels des Schnurbechers mit waagerechter Schnurverzierung auf dem Hals und umlaufendem Winkelband kann die Steinkiste auf 2460 bis 2300 v. Chr. datiert werden.
In der Nähe wurde eine auffallend kleine Steinkiste gefunden, in der zwei Kleinstkinder bestattet waren. Ihnen hatte man fünf Gefäße mitgegeben.